# Gwint Edisona

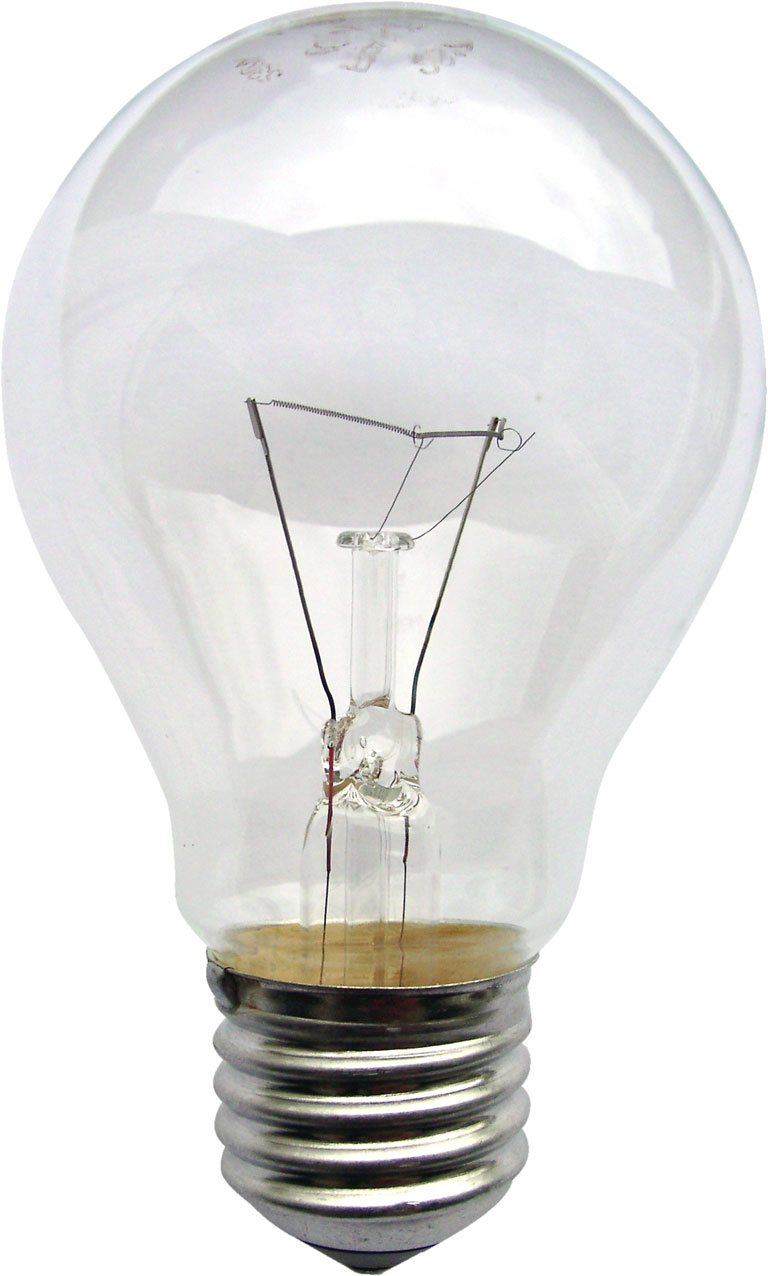
Żarówka 230 V z gwintem Edisona E27 (27 mm)

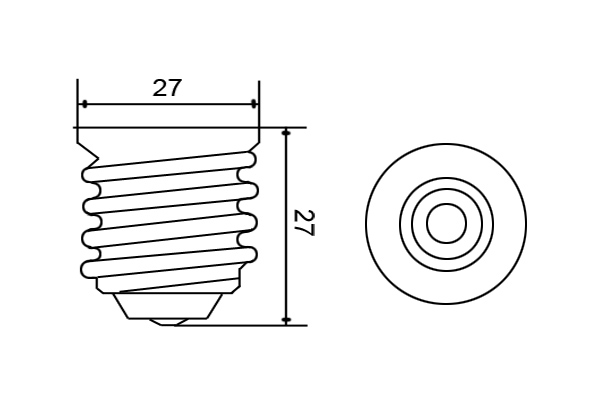
Gwint Edisona E27

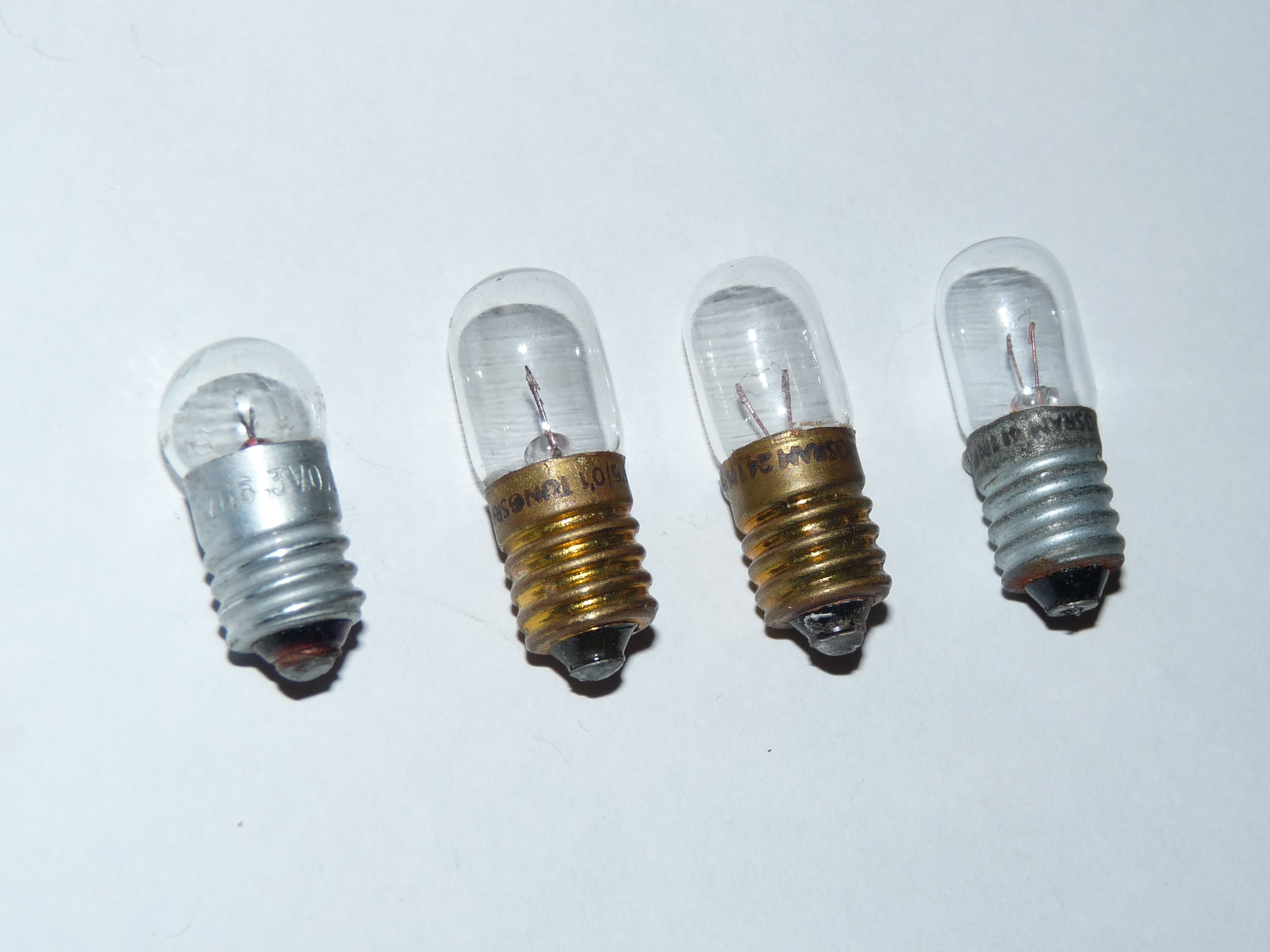
Żaróweczki z gwintem Edisona E10 (10 mm)

Gwint Edisona – gwint o zarysie kołowym stosowany w technice świetlnej, określony w normie PN-E-02500 (w zakresie średnic od 5 do 40 mm).

## Oznaczenia i wymiary
Oznaczenie rodzaju gwintu – symbol "E", średnica znamionowa (zaokrąglona do pełnych milimetrów średnica zewnętrzna gwintu zewnętrznego d) oraz dla elementów wykonanych z materiałów niemetalowych symbol N, np. E40/N.
W praktyce najczęściej stosowanymi gwintami Edisona są gwinty żarówek – E27 (tzw. normalny), E14 (tzw. mały), E10 (latarki itp.), E40 (tzw. goliat, żarówki i inne lampy dużej mocy, np. oprawy w latarniach ulicznych).
| Typ | Rozmiar ⌀ | Nazwa                                   | Specyfikacja w normie IEC 60061-1 | Zastosowanie                                                       |
| --- | --------- | --------------------------------------- | --------------------------------- | ------------------------------------------------------------------ |
| E5  | 5 mm      | LES (Lilliput Edison Screw)             | 7004-25                           |                                                                    |
| E10 | 10 mm     | MES (Miniature Edison Screw)            | 7004-22                           | żarówki latarek                                                    |
| E11 | 11 mm     | mini-can (Mini-Candelabra Edison Screw) | 7004-6-1                          |                                                                    |
| E12 | 12 mm     | CES (Candelabra Edison Screw)           | 7004-28                           |                                                                    |
| E14 | 14 mm     | SES (Small Edison Screw)                | 7004-23                           | żarówki z tzw. "małym gwintem", bezpieczniki topikowe D01          |
| E16 | 16 mm     |                                         |                                   | bezpieczniki topikowe DI (do 25A)                                  |
| E17 | 17 mm     | IES (Intermediate Edison Screw)         | 7004-26                           |                                                                    |
| E18 | 18 mm     |                                         |                                   | bezpieczniki topikowe D02                                          |
| E26 | 26 mm     | ES (Edison Screw)                       | 7004-21A-2                        |                                                                    |
| E27 | 27 mm     | ES (Edison Screw)                       | 7004-21                           | żarówki z tzw. "dużym gwintem", bezpieczniki topikowe DII (do 25A) |
| E33 | 33 mm     |                                         |                                   | bezpieczniki topikowe DIII (do 63A)                                |
| E39 | 39 mm     | GES (Goliath Edison Screw)              | 7004-24-A1                        |                                                                    |
| E40 | 40 mm     | GES (Goliath Edison Screw)              | 7004-24                           | oprawy latarni ulicznych, bezpieczniki topikowe DIV (do 100A)      |